# Jaak Vandemeulebroucke
Jaak H.A. Vandemeulebroucke, né le 27 mai 1943 à Avelgem est un homme politique belge flamand, membre de la Nieuw-Vlaamse Alliantie (N-VA), ancien membre de la Volksunie.
Il est licencié en philosophie et lettres (KUL). Il fut enseignant à Ostende. Il fut chef de cabinet adjoint de Vic Anciaux.

## Carrière politique
- 1971-1996 : Conseiller communal à Ostende
- 1974-1977 : député fédéral
- 1981-1998 : député européen

## Publications
- De hormonenmaffia (1993, Hadewijch (Antwerpen, Baarn))
- Europa, omzien naar morgen
- Het vlees is zwak (ensemble avec Bart Staes)